# Bent Mejding
Bent August Jensen, dit Bent Mejding, né à Svendborg le 14 janvier 1937 et mort vers le 12 novembre 2024, est un acteur, réalisateur et metteur en scène danois.

## Filmographie partielle
- 1961 : Reptilicus le monstre des mers
- 2000 : Italian for Beginners
- 2004 : Brothers
- 2006 : We Shall Overcome
- 2007 : Just Another Love Story (Kærlighed på film) d'Ole Bornedal
- 2012 : Royal Affair